# Charles Méray
Hugues Charles Robert Méray (1835-1911) est un mathématicien français.

## Présentation
Charles Méray est reçu premier en 1854 à l’École normale supérieure. Il enseigne d'abord au lycée de Saint-Quentin, puis se retire de 1859 à 1866. Méray cherche à établir de façon rigoureuse que toute suite de Cauchy converge.
En 1866, on le trouve professeur à la faculté des sciences de Lyon, puis à celle de Dijon en 1867. En 1899, il est élu membre correspondant de l'Académie des sciences.
En 1869, il donne, le premier, une construction rigoureuse des nombres réels. Cette construction est fondée sur la considération de classe d'équivalence de suites de Cauchy de nombres rationnels. Georg Cantor donnera une construction analogue des nombres réels. Karl Weierstrass partira lui de la notion d'« agrégats » pour construire {\displaystyle \mathbb {R} }. Richard Dedekind, enfin, partira de la notion de coupure de l'ensemble des rationnels pour sa construction de {\displaystyle \mathbb {R} }. Toutes ces recherches participent de ce que l'on a appelé le mouvement d'« arithmétisation de l'analyse ».